# Stary Nowy Rok
Stary Nowy Rok — Nowy Rok według kalendarza juliańskiego (zgodnie ze starym stylem). Nieoficjalne święto tradycyjnie obchodzone w krajach, w których kościoły świętują Boże Narodzenie według kalendarza juliańskiego. W związku z tym data rozpoczęcia „starego nowego roku” odpowiada nowemu rokowi zgodnie z kalendarzem juliańskim. Nadchodzi w nocy z 13 na 14 stycznia. Fraza jest przykładem oksymoronu.